# Операция „Трио“
Третата офанзива срещу Титовите партизани, известна още с кодовото си наименование Операция ТРИО (на немски: Operation TRIO), е оперативно-тактическа операция на силите на Оста по време на Втората световна война.
В хода на операцията стават сражения между титовите партизани от една страна, силите на Вермахта, НХД и италианските сили от втора, и сръбските четници от трета страна.
Операцията известна от югославската историография като Трета неприятелска офанзива (на сърбохърватски: Treća neprijateljska ofenziva) се провежда в планинските райони на Източна Босна, Северна Черна гора, Санджак и североизточна Херцеговина между 31 март 1942 и месец юни 1942.

## План и развой на операцията
Главното командване на силите на Оста планира серия от операции на срещата в Опатия с цел рагром на партизанските сили на Тито и овладяване на т.нар. свободни територии след провала на Втората офанзива през зимата.
Началото на операцията се забавя значително, въпреки че тя е дълго и старателно подготвяна. Три батальона от усташките „Черни легиони“ преди началото на самата операция нападат некоординирано с командния щаб на операцията Хан Пиесак и овладяват за 8 дни Братунац и Сребреница. По това време италианските сили все още са в процес на прегрупиране.
Несъгласувано, хърватските сили влизат в тежки боеве със сръбските босненски четници по река Дрина. В резултат на тези самоволни действия на съюзническите сили, силите на Вермахта предварително предприемат на 22 април 1942 действия за обратно изтласкване на титовите партизани от обкръжената Рогатица. На 27 април немските сили овладяват района на Рогатица, а след това и на Горажде. През това време италианската 5-а планинска дивизия „Пущерия“ атакува партизанските сили в района на Горажде, като на 23 април овладява подстъпите на града. 1-ва планинска дивизия „Тауринензе“ от италианските сили овладява Търново, достигайки до Калиновик, където съединява силите си с тези на 22-ра пехотна италианска дивизия. Независимо от тези успехи италианския авангард, следствие от преждевременната усташка офанзива, не достига и овладява своевременно предвидените опорни пунктове в Източна Босна, което позволява оттегляне на основните партизанските сили южно от линията Калиновик - Фоча.
В хода на операцията 5-а планинска дивизия „Пущерия“ пленява на 10 май 1942 щабовете на 1-ва и 2-ра пролетарски ударни бригади.

## Резултати
Поради дълго забавяне началото на операцията, партизанските сили успяват през това време да нанесат множество удари по комуникационните линии на своя противник.
В хода на операцията, немското командване договаря със сръбските четници помощта им за разгромяване на партизанското движение на Тито, в замяна на оръжие и боеприпаси. В отговор на тази стратегическа инициатива, партизанското движение в бивша Югославия решава да се трансформира и преименува на Югославска народо-освободителна армия (ЮНОА).
Немската стратегическа инициатива за съюз с четниците е твърде спорна стойностно за силите на Оста, т.к. хърватските партизани от Западна Босна и Западна Херцеговина се включват безрезервно към силите на Тито.

## Военни подразделения на силите на Оста участващи в операцията
- 718-а немска пехотна дивизия
- 3-ти пехотен батальон от 717-и пехотен полк на 713-а немска пехотна дивизия
- 1-ва планинска дивизия „Тауринензе“ (италианска)
- 5-а планинска дивизия „Пущерия“ (италианска)
- 22-ра пехотна италианска дивизия „Кациатори деле Алпи“
- три батальона от усташките „Черни легиони“